# Taivas TV7
Pour les articles homonymes, voir TV7.
Taivas TV7 (Ciel TV7) est une chaîne de télévision généraliste publique finlandaise.